# Aloha (månekrater)
Aloha er et lille nedslagskrater på Månen, beliggende på Månens forside nordvest for Montes Agricola-højderyggen i Oceanus Procellarum. Det ligger nær den svage udkant af et strålesystem, som krydser månehavet fra sydøst, og som har sin oprindelse i Glushkokrateret.
Navnet blev officielt tildelt af den Internationale Astronomiske Union (IAU) i 1976. 